# Toussaint Dubreuil

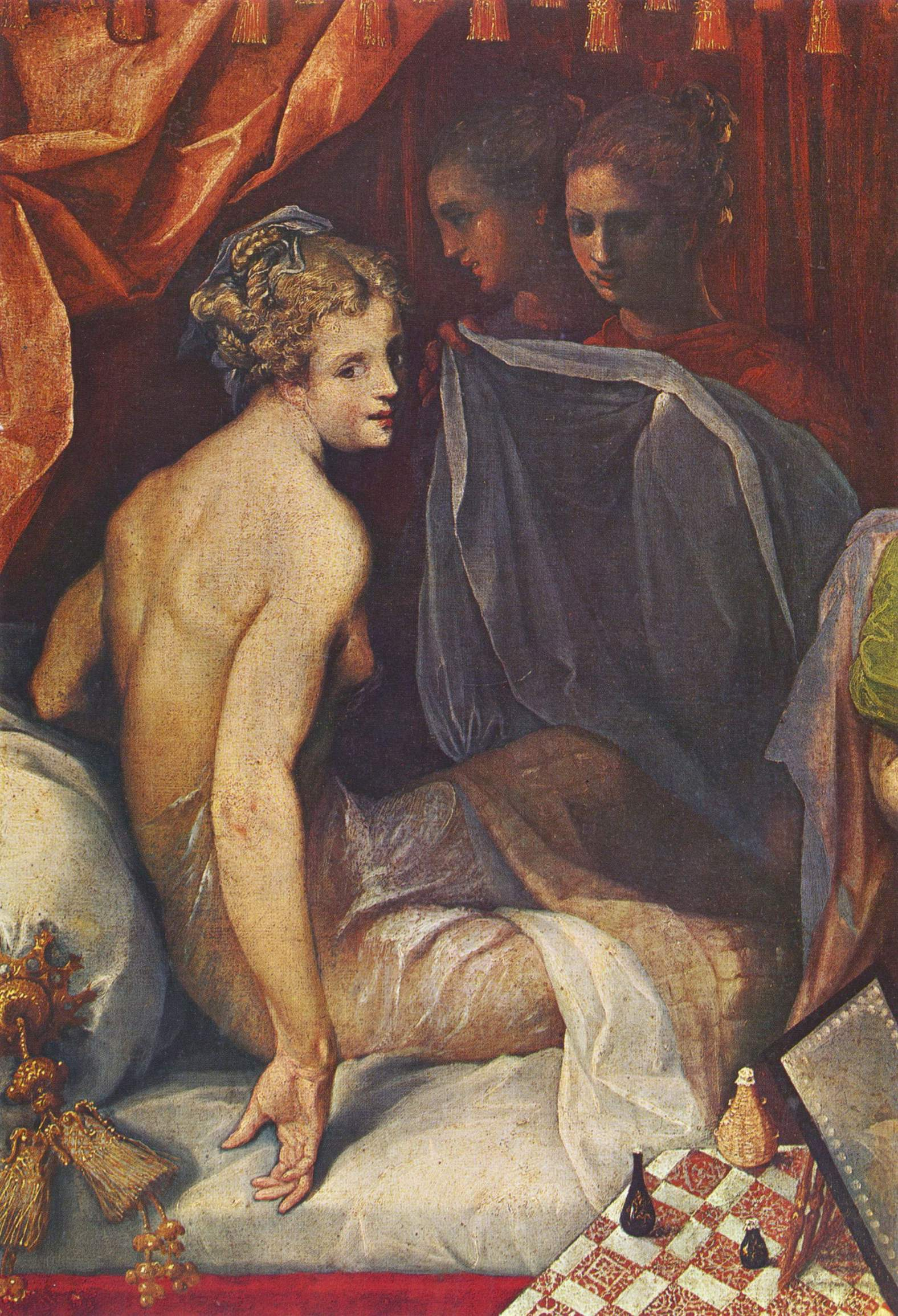
Hyacinthe and Climène at Their Morning Toilet

Toussaint Dubreuil (c. 1561 - 1602) foi um pintor francês associado à Segunda Escola de Fontainebleau, junto com Martin Fréminet e Ambroise Dubois).  Suas obras maneiristas, muitas hoje perdidas, continuam a usar formas alongadas e composições cheias de figuras, semelhantes às obras de Francesco Primaticcio (c. 1505-1570).
Seu trabalho focava cenas mitológicas e obras de Torquato Tasso, Heliodoro  e Pierre de Ronsard.